# Хронологија инвазије Русије на Украјину (април 2025)
Овај чланак обухвата дешавања која су се догодила у априлу 2025. године, за време инвазије Русије на Украјину.

## Хронологија

### 1. април
У току је офанзива руске војске на подручју Катериновка-Ново-Зелена Долина у Доњецкој Народној Републици. Офанзива се спроводи северозападно од града Кремена у Луганској Народној Републици, ова офанзива је покренута након што су се руске снаге учврстиле у место Ивановка.

### 2. април
У руским нападима оштећена су енергетска постројења у областима Суми и Дњепропетровску. Беспилотна летелица погодила је трафостаницу у североисточној Сумској области, док је артиљеријска ватра оштетила далековод у централној Дњепропетровској области, услед чега је без струје остало скоро 4.000 потрошача.

### 3. април
Војници руске армије су помоћу ФПВ дрона уништили станицу за електронско ратовање јединице Оружаних снага Украјине од стране посаде ФПВ дрона на оптичким влакнима групе трупа Север у зони специјалне војне операције у Сумској области.

### 4. април
Руска противваздухопловна одбрана одбила напад дрона који је летео ка Москви. Такође системи ПВО су током ноћи пресрели су и уништили 107 украјинских дронова изнад руске територије.
Руске трупе су за 24 часа извеле 3.088 удара на област Доњецка, уништивши 56 цивилних објеката. Забележилно је 3.088 непријатељских удара на линију фронта и стамбени сектор. Уништено је 56 цивилних објеката, укључујући 33 стамбене зграде. Под ватром било седам насеља, градови Костјантињивка , Лиман, Мирноград, Покровск, села Иванопоља, Новоекономична и Стара Николајевка.

### 5. април
Руске снаге напале су током ноћи Украјину са 92 беспилотне летелице типа шахед, од којих је 51 оборен, а још 31 изгубљен на локацији. Погођене су Сумска област, Доњецка, Харковска, Кијевска и Житомирска област.
Украјинске беспилотне летелице удариле су током ноћи у погон за производњу експлозива у руском региону Самаре, изазвавши више експлозија и пожара.

### 6. април
Русија је извршила масовни ваздушни напад на Украјину, користећи беспилотне летелице, балистичке ракете и крстареће ракете. Кијев је био на удару, као резултат напада дошло је до бројних разарања и пожара у престоници. Русија је на Украјину лансирала 23 ракете различитих типова, 9 крстарећих ракета Кх-101/Кх-55СМ из авиона Ту-95МС из Саратовске области, 8 крстарећих ракета Калибр из Црног мора, 6 балистичких ракета искандер-М из региона Брјанска. Такође користила је девет јуришних беспилотних летелица типа шахед.